# Hypoponera tenella
Hypoponera tenella är en myrart som först beskrevs av Carlo Emery 1901.  Hypoponera tenella ingår i släktet Hypoponera och familjen myror. Inga underarter finns listade i Catalogue of Life.